# Massacre d'Oued Bouaïcha
Le massacre d'Oued Bouaïcha est un massacre qui s'est déroulé le 26 mars 1998, à environ 240 km au sud d' Alger, près de Djelfa. 47 personnes, dont 27 enfants de moins de seize ans, ont été tuées à Oued Bouaïcha dans la commune de Bouira Lahdab,, près de Had Sahary, par une quinzaine d'hommes portant des haches et des couteaux, qui ont également kidnappé trois jeunes femmes. Le même jour, onze autres ont été tués de l'autre côté du pays à Youb .